# Ян Непомуцен Фіялек
Ян Непомуцен Фіялек (пол. Jan Nepomucen Fijałek; 8 травня 1864, с. Погвіздов біля м. Бохня, Польща — 19 жовтня 1936, Краків) — польський римо-католицький священник, історик церкви, доктор богослов'я (1891), професор (1899), ректор Львівського університету (1903—1904), член Польської академії знань (1919), почесний доктор Віленського університету (1932).

## Біографія
Закінчив початкову школу в м. Бохня, потім навчався у Краківській гімназії св. Анни. Продовжив освіту в духовній семінарії в м. Тарнів, З 1887 священник. Закінчив Папський ліцей св. Аполлінарія в Римі і Папський григоріанський університет (1889). Під час навчання в Римі працював у Ватиканських архівах палеографом-архівістом.
Завершив освіту в Ягеллонському університеті в Кракові, де в 1891 отримав вчений ступінь доктора богослов'я.
З 1896 року викладав історію церкви в Львівському університеті.
У жовтні 1901 року — декан богословського факультету Ян Фіялек відмовився приймати від абітурієнтів родоводи українською мовою. Ці та інші утиски всього українського в університеті привели до так званої «сецесії» українських студентів з Львівського університету в грудні 1901 року. Всього до кінці 1901 університет покинули 583 українських студента. Богословський факультет залишило 215 студентів, після чого навчання на ньому в зимовому семестрі 1901/1092 років продовжувало тільки 85 осіб.
У 1903—1904 — ректор Львівського університету.
Досліджував середньовічну історію Польщі та Великого князівства Литовського, історію культури, канонічного права.

## Публікації
- «Najdawniejsze wydawnictwa paleograficzne» (1889)
- «Nowy podział dziejów Kościoła» (1890)
- «Śmierć św. Wacława 28 września 935 roku» (1893)
- «Ustalenie chronologii biskupów włocławskich» (1894)
- «Średniowieczne biskupstwa Kościoła wschodniego na Rusi i Litwie» (1896—1897)
- «Zamierzona osada zakonu „kapuciańskiego“ pałacu spiskim na rynku w Krakowie 1683–85» (1896)
- «Biskupstwa greckie ziemiach ruskich od połowy wieku XIV» (1897)
- «Jan Argyropul i promocja jego doktorska w Padwie w lipcu 1444 roku» (1902)
- «Ostatnie słowo Pawła Włodkowica o zakonie krzyżackim» (1902)
- «Moderniści katoliccy Kościoła lwowskiego w wieku XVI» (1908)
- «Uchrześcijanienie Litwy przez Polskę» (1914, в: Polska i Litwa w dziejowym stosunku)
- «Dwaj dominikanie krakowscy: Jan Biskupiec i Jan Falkenberg. W pięćsetną rocznicę odwołania satyry antypolskiej Falkenberga w Rzymie 1424» (1925)

## Відзнаки
- Член різних наукових товариств і академій (зокрема Польської академії знань),
- Командорський хрест Ордена Відродження Польщі (1925),
- Доктор honoris causa Віленського університету (1932).